# レイオフ
レイオフ（英語: layoff）とは、企業の業績悪化などを理由とする解雇のことである。一定数の人数を超える場合は集団的解雇に該当する。 特に、労働者側に起因する理由による解雇と区別するために用いられる。
英語での元々の意味は一時解雇であったが、今日の英語では単に恒久的な解雇に対して用いられる語であり、英語で一時解雇を意味する際は「一時的な」を意味する"Temporary"を頭につけて"Temporary Layoff"と呼称する。
レイオフ者（英語: laid off workers）、離職者（英語: displaced workers）とは、雇用主が事業閉鎖・事業移転を行った、仕事が枯渇した、役職やシフトが廃止されたなどの理由で、仕事を失ったり離職したりした労働者である（Borbely, 2011） 。
製造業などにおいて、材料の納入の遅れ、あるいは製品の需要が振るわないことなどの理由から、工場などの作業員に一時休暇を言い渡したことが元々で、その後、再雇用を条件とした一時解雇を指すようになった。企業の業績悪化時に一時的な人員削減を行い、人件費を抑える為の手段であり、業績回復時の人員採用の際に優先して再雇用を約束するというものである。

## イギリスにおけるレイオフ
イギリスにおけるlayoff（一時解雇）は、無給休暇のことである。レイオフの長さに制限はない。4週間を超える場合は、法定の補償金を支払う必要がある。
レイオフの期間が以下に該当する場合は、従業員側よりRedundancy（余剰解雇）を申請して解雇に切り替え、Redundancy paymentsを受けることができる。
- 期間が4週間以上
- 13週において、総計4週間に達する

## アメリカ合衆国におけるレイオフ
先任権に基づいたレイオフ制度を用いている。アメリカにおける先任権とは、その企業における勤続年数で決定され、レイオフ実施においては、原則先任権の低い労働者つまり往々にして入社したばかりの若者からレイオフされる。またレイオフから復帰し再雇用するときでも原則先任権が重視される。しかし、先任権重視の昨今でも、人員削減は著しい傾向が強まっており、工場閉鎖で丸ごと全員レイオフし、設備敷地もその後完全売却し、人件費の安価な中南米や東南アジアへ移転もめずらしくなくなってきた。

### 近年の「レイオフ」
レイオフ本来の意味である「将来の優先再雇用条件付き解雇」は現在では自動車産業などの伝統的な産業にほぼ限られており、金融やハイテク産業などの現代的な産業では「レイオフ」は単なる業績悪化による整理解雇を意味し、再雇用は想定されない。
ほとんどの場合、レイオフはある日突然にやってくる。直属上司またはHR（Human Resource、人事）に呼び出されて、何事かと赴くと「残念ながらこの会社で君の仕事はなくなった」と告げられ、できるだけ早く私物を片付けるように促される（2008年のリーマンショックの時に、破綻した金融機関から段ボール箱に私物を詰めて会社から出てくる社員の姿が何度もテレビで放映された）。
会社によっては、解雇された社員をいったん屋外に退去させ、一人ずつ上司など監視する人間が付き添って私物整理をさせるところさえある。その後一人ずつ「エグジットインタビュー（exit interview、退職面接）」が行われ、「ファイナルペイチェック（final paycheck、最終給与小切手）」が渡され、今まで会社が一部負担していた健康保険を全額自己負担で同一条件で継続できるCOBRA制度の説明や、貸与してあったラップトップコンピュータやカードキーを返却させるなどの解雇手続きが行われる。
最終給与には、解雇日までの給与の他、未使用の年次有給休暇（通常小数点以下二桁までの時間単位）の換金、社員持ち株購入の積立残高、及び法定の2週間の解雇予告手当が含まれる。さらに「severance package」として、勤続1年あたり1週間分程度のレイオフ手当を支給する会社が多いが、その条件として当該レイオフが合法的なものであり、性別・人種・年齢など、違法な差別によるものではなく、レイオフに関して会社を裁判で訴えないと確約する書類に署名させられる。
会社によっては、解雇した元従業員の再就職の手助けのために、履歴書の書き方などの指南をする専門のコンサルティング会社の利用権を数週間与えるところがあるが、ほとんどの場合、転職経験者は既にそのような経験を持っているので役に立たない。